# Mátyás Seiber

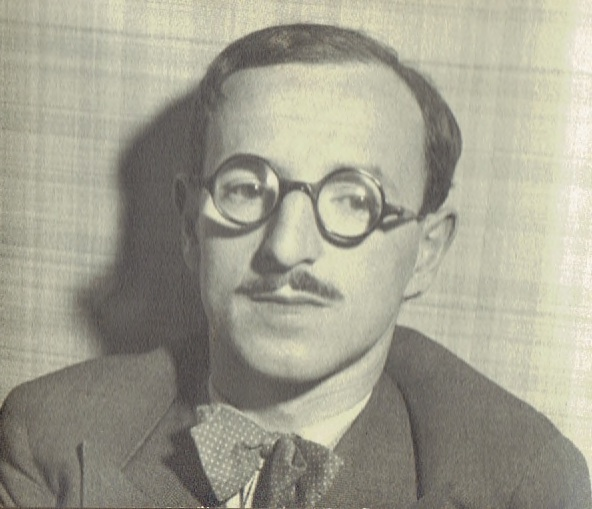
Mátyás Seiber

Mátyás György Seiber [maːcaːʃ ʃaibɛr] (* 4. Mai 1905 in Budapest, Österreich-Ungarn; † 24. September 1960 im Kruger-Nationalpark in Südafrika) war ein ungarisch-britischer Komponist.

## Leben
Seiber studierte an der Budapester Musikakademie bei Zoltán Kodály und war anschließend im Tanzorchester eines Überseedampfers tätig, so dass er in New York City Gelegenheit hatte, Jazz zu hören und auch bei Jam-Sessions einzusteigen. 1927 wurde ihm bei einem Wettbewerb in Budapest für seine Serenade für Bläsersextett der erste Preis versagt, woraufhin Béla Bartók die Jury verließ. Er leitete ab 1928 in Frankfurt am Main an Dr. Hoch’s Konservatorium die erste Jazzklasse weltweit. Im Wintersemester 1928/29 waren 19 Studenten eingeschrieben, mit denen er am 3. März 1929 ein öffentliches Konzert gab, das von Radio Frankfurt übertragen wurde. Ein weiteres Konzert 1929 wurde auch von anderen Sendern übernommen. Seiber war daneben auch als Musiker im Schauspielhaus Frankfurt tätig, wo er die Jazz-Operette Jim und Jill bearbeitete und dirigierte.
Nach der Machtübergabe an die Nationalsozialisten wurde die Jazzklasse, zu deren Studenten Eugen Henkel und Dietrich Schulz-Köhn gehörten, geschlossen; Seiber wurde als Jude nach dem Gesetz zur Wiederherstellung des Berufsbeamtentums entlassen. 1935 musste er nach Großbritannien emigrieren, erhielt 1936 die Staatsbürgerschaft und war ab 1942 als Kompositionslehrer am Londoner Erwachsenenbildungsinstitut Morley College tätig. Zu seinen Schülern zählten Don Banks, Peter Racine Fricker, Anthony Gilbert, Stanley Glasser, Michael Graubart, Barry Gray, David Lumsdaine, John Mayer, Anthony Milner, Angela Morley, Peter Schat, und Hugh Wood.
In der Internationalen Gesellschaft für Neue Musik (ISCM) war er unmittelbar nach dem Zweiten Weltkrieg eine der prägendsten Persönlichkeiten: 1958 bis zu seinem Tod war er Mitglied des ISCM-Präsidialrates (zuletzt als 1. Vizepräsident). Zudem waltete er bei den Weltmusiktagen (ISCM World Music Days) 1953, 1955 und 1958 als Juror und war an den Festivals von 1941, 1949, 1951, 1954, 1955, 1957 und 1961 auch als Komponist vertreten.
Seiber wurde beeinflusst vom Jazz und der Musik Béla Bartóks und Arnold Schönbergs. Sein umfangreiches kompositorisches Schaffen umfasst Musiken für Film und Hörspiel, Orchesterwerke, Kammermusik, Klavierwerke, Vokalkompositionen, fünf Bühnenmusiken, ein Ballett und daraus eine Suite für Orchester. Zu seinen bekanntesten Werken zählt die Kantate Ulysses von 1950, die von dem gleichnamigen Roman von James Joyce inspiriert ist. Gemeinsam mit John Dankworth schrieb er die Third-Stream-Komposition Improvisationen für Jazzband und Orchester.
Seiber benutzte mehrmals das Pseudonym G. S. Mathis, George Mathis bzw. Matthis für seine Jazz-Kompositionen (seine Initialen M. G. S. andersherum). Seiber wird gelegentlich auch als Seyber buchstabiert.
Mátyás Seiber kam bei einem Autounfall in Südafrika ums Leben. György Ligeti widmete sein Orchesterstück Atmosphères (1961) Seibers Andenken.